# Chinese bamboerat
De Chinese bamboerat (Rhizomys sinensis)  is een zoogdier uit de familie van de Spalacidae. De wetenschappelijke naam van de soort werd voor het eerst geldig gepubliceerd door Gray in 1831.

## Kenmerken
Deze grote beverachtige rat heeft een plomp lichaam met een dikke, grijsbruine vacht, een stompe snuit en een korte, afgeronde, geschubde staart. De lichaamslengte bedraagt 22 tot 40 cm, de staartlengte 3,5 tot 6,5 cm en het gewicht 1,8 tot 2,0 kilogram.

## Leefwijze
Dit solitaire dier bewoont bamboestruwelen, waar het tunnels en kamers graaft tussen de wortels. Het is een uitstekende klimmer en zijn voedsel bestaat uit bamboewortels- en scheuten, naast allerlei zaden en vruchten.

## Verspreiding
Deze soort komt plaatselijk algemeen voor in bergachtige streken in Oost-Azië, met name in de China, Myanmar en Vietnam.